# Ryggebyen
Ryggebyen is een plaats die deels in de Noorse gemeente Råde, deels in de gemeente Moss ligt. Beide gemeenten maken deel uit van fylke Østfold. Ryggebyen telt 2389 inwoners (2007) en heeft een oppervlakte van 2,15 km².